# Coleophora trochilella
Coleophora trochilella là một loài bướm đêm thuộc họ Coleophoridae. Nó được tìm thấy ở khắp châu Âu, with possible exception of parts of the Balkan Peninsula.
Sải cánh dài 11–14 mm. Con trưởng thành bay từ tháng 6 đến tháng 7.
Ấu trùng ăn Asteraceae species (Achillea, Artemisia vulgaris, Eupatorium, Tanacetum).